# National Plant Germplasm System
El estadounidense National Plant Germplasm System (NPGS) (Sistema Nacional para el Germoplasma de las Plantas) es una actuación conjunta de los estados de EE. UU., el gobierno federal y organizaciones privadas encaminada a preservar la diversidad genética de las plantas.
El NPGS provee ayudas a los científicos en la necesidad de preservar la diversidad genética adquiriendo, preservando, evaluando, documentando y distribuyendo las cosechas de germoplasma.
Puesto que muchas especies importantes de cosecha se originan fuera de los Estados Unidos, los primeros pasos hacia la protección de la diversidad son la adquisición e introducción. El nuevo plasma germinal (accesiones) se incorpora al NPGS a través de la recolección, de la donación de los cooperadores extranjeros o de colecciones internacionales de plasma germinal. Un número de identificación tal como el número de la introducción de la planta (número PI) se asigna a cada accesión. La accesión después se evalúa, se mantiene, y se hace disponible para la distribución. 	
Con estos esfuerzos, el NPGS asiste a mejorar la calidad y la productividad de las cosechas. La base de datos de GRIN está administrada por la unidad de gerencia de base de datos, mientras que la adquisición de plantas está administrada por la oficina de intercambio de plantas (Plant Exchange Office).